# Ginette Harrison
Ginette Harrison (ur. 28 lutego 1958, zm. 24 października 1999) – brytyjska alpinistka i himalaistka. 18 maja 1998 dokonała pierwszego kobiecego wejścia na Kanczendzongę. Zginęła w lawinie podczas zdobywania Dhaulagiri. Studiowała medycynę na Uniwersytecie w Bristolu, a później specjalizowała się w medycynie wysokościowej.

## Wejścia na wierzchołki ośmiotysięczników
- 7 października 1993 – Mount Everest
- 27 września 1997 – Czo Oju
- 18 maja 1998 – Kanczendzonga
- 22 maja 1999 – Makalu